# Kommissar Van der Valk
Kommissar Van der Valk ist eine in britisch-niederländisch-deutscher Koproduktion entstandene Fernseh-Krimireihe, deren erste drei Filme erstmals 2020 weltweit (diverse europäische Länder, USA, Australien) ausgestrahlt wurden. Sie ist eine Neuverfilmung der Fernsehserie Van der Valk aus den Jahren 1972 bis 1977 und 1991/92.

## Inhalt
Piet van der Valk ist ein Kommissar in Amsterdam, der auf einem alten Kutter im Amsterdamer Hafen wohnt. Er ist recht scharfsinnig und ermittelt oft mit ungewöhnlichen Methoden. Da er mit der Unterwelt vertraut ist, hat er meist einen besonderen Zugang zu den Gangstern. Van der Valks direkte Vorgesetzte ist Superintendentin Julia Dahlman. Ihm zur Seite steht ein Team aus Inspector Lucienne Hassell, Sergeant Brad de Vries sowie dem Kriminalassistenten Job Cloovers, der frisch von der Akademie gekommen ist, nur so sprüht vor theoretischem Fachwissen und eine Vorliebe für Statistik hat. Hassell ist lesbisch, quirlig und selbstbewusst genug, dem wortkargen und manchmal zynischen Kommissar Paroli zu bieten. Sie spielt gruppendynamisch überwiegend eine ausgleichende Rolle. De Vries ist ein respektloses Lästermaul und hedonistisch ausgerichtet, in seinen Pflichten allerdings verlässlich. Zusätzlich gehört der Gerichtsmediziner Hendrik Davie zum festen Stamm des Ermittlerteams. Auch der Wirt des Bistros, in dem die Teambesprechungen zumeist stattfinden, Cliff Palache, ist eine stetig wiederkehrende Person im Geschehen.

## Entstehung
Die Reihe von knapp 90-minütigen Krimis ist, wie schon Jahrzehnte zuvor die Serie Van der Valk, frei gestaltet nach den Kriminalromanen von Nicolas Freeling über den Amsterdamer Mordermittler Van der Valk. In der Titelrolle spielt der aus vielen britischen Actionfilmen und Fernsehserien bekannte Marc Warren. Drehorte waren 2018 und 2019 Amsterdam und Umgebung sowie London. Die ersten drei Drehbücher schrieb der von vielen Arbeiten für die BBC bekannte Drehbuchautor Chris Murray. Die Regie wechselte mit jedem Film, von Colin Teague über Max Porcelijn bis Jean van de Velde.

## Veröffentlichung & Rezeption
Die Erstausstrahlung des ersten Films in der ARD startete am Pfingstmontag 2020, die beiden weiteren Filme wurden sonntagabends am 14. und 21. Juni ausgestrahlt. Quotenmeter meldete für die pfingstmontagliche Pilotsendung 2,86 Millionen Zuschauern und damit 11,4 Prozent Marktanteil. Die vierte Staffel startete in der ARD mit „Verloren in Amsterdam“ am 26. Dezember 2024 um 21:45 Uhr.
Der FAZ-Rezensent meinte, dass ihm der Versuch, erzählerisch unkonventionell zu sein und zugleich voll an die Siebziger anzuknüpfen, missglückt schien.

## Episoden
| Nr. (ges.) | Nr. (St.) | Deutscher Titel          | Originaltitel           | Erstausstrahlung VK                     | Deutschsprachige Erstausstrahlung (D) | Regie                 | Drehbuch     | Zuschauer             |
| ---------- | --------- | ------------------------ | ----------------------- | --------------------------------------- | ------------------------------------- | --------------------- | ------------ | --------------------- |
| 1          | 1         | Duell in Amsterdam       | Love in Amsterdam       | 26. Apr. 2020                           | 1. Juni 2020                          | Colin Teague          | Chris Murray | 2,86 Mio. (11,4 % MA) |
| 2          | 2         | Rauschendes Amsterdam    | Only in Amsterdam       | 3. Mai 2020                             | 14. Juni 2020                         | Max Porcelijn         | Chris Murray | 3,34 Mio. (13,4 % MA) |
| 3          | 3         | Zerrissenes Amsterdam    | Death in Amsterdam      | 10. Mai 2020                            | 21. Juni 2020                         | Jean van de Velde     | Chris Murray | 2,57 Mio. (10,9 % MA) |
| 4          | 1         | Gejagt in Amsterdam      | Plague on Amsterdam     | 18. Feb. 2022                           | 5. Juni 2022                          | Jean van de Velde     | Chris Murray | 2,79 Mio. (14,1 % MA) |
| 5          | 2         | Blut in Amsterdam        | Blood in Amsterdam      | 25. Feb. 2022                           | 6. Juni 2022                          | André van Duren       | Chris Murray | 3,09 Mio. (14,2 % MA) |
| 6          | 3         | Abrechnung in Amsterdam  | Payback in Amsterdam    | 4. März 2022                            | 12. Juni 2022                         | Joram Lürsen          | Maria Ward   | 3,08 Mio. (15,3 % MA) |
| 7          | 1         | Freiheit in Amsterdam    | Freedom in Amsterdam    | vorab online auf NPO Plus 24. März 2023 | 21. Mai 2023                          | Michiel van Jaarsveld | Maria Ward   | 2,59 Mio. (13,4 % MA) |
| 8          | 2         | Erlösung in Amsterdam    | Redemption in Amsterdam | vorab online auf NPO Plus 31. März 2023 | 28. Mai 2023                          | Simone van Dusseldorp | Chris Murray | 2,06 Mio. (10,9 % MA) |
| 9          | 3         | Dämonen in Amsterdam     | Magic in Amsterdam      | vorab online auf NPO Plus 7. April 2023 | 29. Mai 2023                          | Arne Toonen           | Chris Murray | 2,05 Mio. (9,90 % MA) |
| 10         | 1         | Verloren in Amsterdam    | Safe in Amsterdam       | TBA                                     | 26. Dez. 2024                         | Michiel van Jaarsveld | Chris Murray | TBA                   |
| 11         | 2         | Hoffnung in Amsterdam    | Hope in Amsterdam       | TBA                                     | 29. Dez. 2024                         | Eché Janga            | Maria Ward   | TBA                   |
| 12         | 3         | Geheimnisse in Amsterdam | Secrets in Amsterdam    | TBA                                     | 1. Jan. 2025                          | Paula van der Oest    | Chris Murray | TBA                   |

## Belege
1. ↑  „Kommissar Van der Valk“: Die Nonne und die Erotik In: Frankfurter Rundschau vom 29. Mai 2020, abgerufen am 31. Mai 2020.
2. ↑  Kommissar Van der Valk: Dreharbeiten und Produktion. In: IMDb. Abgerufen am 6. Juni 2023.
3. ↑  „Kommissar van der Valk“: Das Erste lässt an Pfingsten in Amsterdam ermitteln, fernsehserien.de, abgerufen am 5. Juni 2020.
4. ↑  die neue Krimireihe «Kommissar Van der Valk», quotenmeter.de vom 2. Juni 2020, abgerufen am 2. Juni 2020.
5. ↑  Oliver Jungen: Krimi „Kommissar Van der Valk“ : Holland in Not, Rezension in der FAZ vom 1. Juni 2020, abgerufen am 2. Juni 2020.
6. ↑  Fabian Riedner: Primetime-Check: Pfingstmontag, 1. Juni 2020. In: Quotenmeter.de. 2. Juni 2020, abgerufen am 6. Juni 2023.
7. ↑  Niklas Spitz: Primetime-Check: Sonntag, 14. Juni 2020. In: Quotenmeter.de. 15. Juni 2020, abgerufen am 6. Juni 2023.
8. ↑  Fabian Riedner: Primetime-Check: Sonntag, 21. Juni 2020. In: Quotenmeter.de. 22. Juni 2020, abgerufen am 6. Juni 2023.
9. ↑  Laura Friedrich: Primetime-Check: Pfingstsonntag, 05. Juni 2022. In: Quotenmeter.de. 6. Juni 2022, abgerufen am 6. Juni 2023.
10. ↑  Veit-Luca Roth: Primetime-Check: Pfingstmontag, 6. Juni 2022. In: Quotenmeter.de. 7. Juni 2022, abgerufen am 6. Juni 2023.
11. ↑  Felix Maier: Primetime-Check: Sonntag, 12. Juni 2022. In: Quotenmeter.de. 13. Juni 2022, abgerufen am 6. Juni 2023.
12. 1 2  Jens Schröder: VIDEO DAILY / TV-QUOTEN. In: meedia.de. 30. Mai 2022, abgerufen am 6. Juni 2023.
13. ↑  Veit-Luca Roth: Primetime-Check: Pfingstmontag, 29. Mai 2023. In: Quotenmeter.de. 30. Mai 2022, abgerufen am 6. Juni 2023.